# Promozione Lazio 1983-1984
Nella stagione 1983-1984 la Promozione era sesto livello del calcio italiano (il massimo livello regionale). Qui vi sono le statistiche relative al campionato in Lazio.
Il campionato è strutturato in vari gironi all'italiana su base regionale, gestiti dai Comitati Regionali di competenza. Promozioni alla categoria superiore e retrocessioni in quella inferiore non erano sempre omogenee; erano quantificate all'inizio del campionato dal Comitato Regionale secondo le direttive stabilite dalla Lega Nazionale Dilettanti, ma flessibili, in relazione al numero delle società retrocesse dal Campionato Interregionale e perciò, a seconda delle varie situazioni regionali, la fine del campionato poteva avere degli spareggi sia di promozione che di retrocessione.

## Girone A

### Classifica finale
|  | Pos. | Squadra                            | Pt | G  | V  | N  | P  | GF | GS | DR  |
|  | ---- | ---------------------------------- | -- | -- | -- | -- | -- | -- | -- | --- |
|  | 1.   | A.S. Tuscania, Tuscania            | 46 | 30 | 19 | 8  | 3  | 62 | 20 | +42 |
|  | 2.   | G.S. Fiumicino, Fiumicino          | 45 | 30 | 19 | 7  | 4  | 43 | 15 | +28 |
|  | 3.   | Pol. Villalba, Guidonia Montecelio | 41 | 30 | 18 | 5  | 7  | 36 | 20 | +16 |
|  | 4.   | A.S. Astrea, Roma                  | 39 | 30 | 14 | 11 | 5  | 36 | 16 | +20 |
|  | 5.   | U.S. Etruria Marta, Marta          | 38 | 30 | 14 | 10 | 6  | 38 | 20 | +18 |
|  | 6.   | G.S. Montespaccato, Montespaccato  | 38 | 30 | 14 | 10 | 6  | 36 | 19 | +17 |
|  | 7.   | U.S. Ladispoli, Ladispoli          | 34 | 30 | 13 | 8  | 9  | 43 | 28 | +15 |
|  | 8.   | Pol. Acilia, Acilia                | 31 | 30 | 12 | 7  | 11 | 38 | 28 | +10 |
|  | 9.   | Pol. Tor Sapienza, Roma            | 31 | 30 | 10 | 11 | 9  | 31 | 29 | +2  |
|  | 10.  | A.S. Spes Roma, Roma               | 27 | 30 | 9  | 9  | 12 | 29 | 31 | -2  |
|  | 11.  | U.S. Pomezia, Pomezia              | 26 | 30 | 9  | 8  | 13 | 28 | 30 | -2  |
|  | 12.  | A.S. Cerveteri, Cerveteri          | 25 | 30 | 7  | 11 | 12 | 23 | 32 | -9  |
|  | 13.  | S.S. Rieti, Rieti                  | 25 | 30 | 8  | 9  | 13 | 28 | 33 | -5  |
|  | 14.  | G.S. Casilina, Roma                | 15 | 30 | 4  | 7  | 19 | 15 | 50 | -35 |
|  | 15.  | U.S. Allumiere, Allumiere (-1)     | 8  | 30 | 2  | 5  | 23 | 15 | 71 | -56 |
|  | 16.  | U.S. Corchiano, Corchiano (-2)     | 8  | 30 | 3  | 4  | 23 | 19 | 78 | -59 |

## Girone B

### Classifica finale
|  | Pos. | Squadra                                         | Pt | G  | V  | N  | P  | GF | GS | DR  |
|  | ---- | ----------------------------------------------- | -- | -- | -- | -- | -- | -- | -- | --- |
|  | 1.   | F.C. Fondi, Fondi                               | 42 | 30 | 15 | 12 | 3  | 34 | 14 | +20 |
|  | 2.   | U.C. Nettuno, Nettuno                           | 40 | 30 | 16 | 8  | 6  | 40 | 22 | +18 |
|  | 3.   | F.C. Atletic Club Fiuggi, Fiuggi                | 33 | 30 | 13 | 7  | 10 | 31 | 22 | +9  |
|  | 4.   | U.S. Nuova Palestrina, Palestrina               | 33 | 30 | 10 | 13 | 7  | 25 | 19 | +6  |
|  | 5.   | U.S. Sora, Sora                                 | 32 | 30 | 12 | 8  | 10 | 33 | 23 | +10 |
|  | 6.   | S.S. Formia, Formia                             | 32 | 30 | 11 | 10 | 9  | 34 | 32 | +2  |
|  | 7.   | A.S. Ceccano, Ceccano                           | 31 | 30 | 10 | 11 | 9  | 26 | 22 | +4  |
|  | 8.   | S.S. Minturno, Minturno                         | 31 | 30 | 9  | 13 | 8  | 33 | 32 | +1  |
|  | 9.   | A.S. F.Castelgandolfo, Castelgandolfo           | 29 | 30 | 10 | 9  | 11 | 26 | 29 | -3  |
|  | 10.  | U.S. Priverno Fossanova, Priverno               | 29 | 30 | 9  | 11 | 10 | 26 | 30 | -4  |
|  | 11.  | A.S. Anzio, Anzio                               | 29 | 30 | 8  | 13 | 9  | 17 | 23 | -6  |
|  | 12.  | S.S. Colleferro, Colleferro                     | 28 | 30 | 7  | 14 | 9  | 22 | 27 | -5  |
|  | 13.  | S.S. Villa Tevere Ariccia, Ariccia              | 28 | 30 | 10 | 8  | 12 | 26 | 33 | -7  |
|  | 14.  | Pol. S.I.R.S. Frascati, Frascati                | 25 | 30 | 8  | 9  | 13 | 24 | 28 | -4  |
|  | 15.  | Pol. Albano, Albano Laziale                     | 19 | 30 | 6  | 7  | 17 | 20 | 39 | -19 |
|  | 16.  | U.S. Rocca di Papa Canarini, Rocca di Papa (-2) | 17 | 30 | 6  | 7  | 17 | 23 | 45 | -22 |

- Ceccano non iscritto nel campionato di Promozione 1984-85 per rinuncia ceduto titolo alla Vis Sezze.